# Airampoa corrugata
Airampoa corrugata es una especie de planta suculenta perteneciente al género Airampoa, dentro de la familia Cactaceae. Es endémica del noroeste de Argentina y anteriormente se le conocía como Tunilla corrugata.

## Descripción

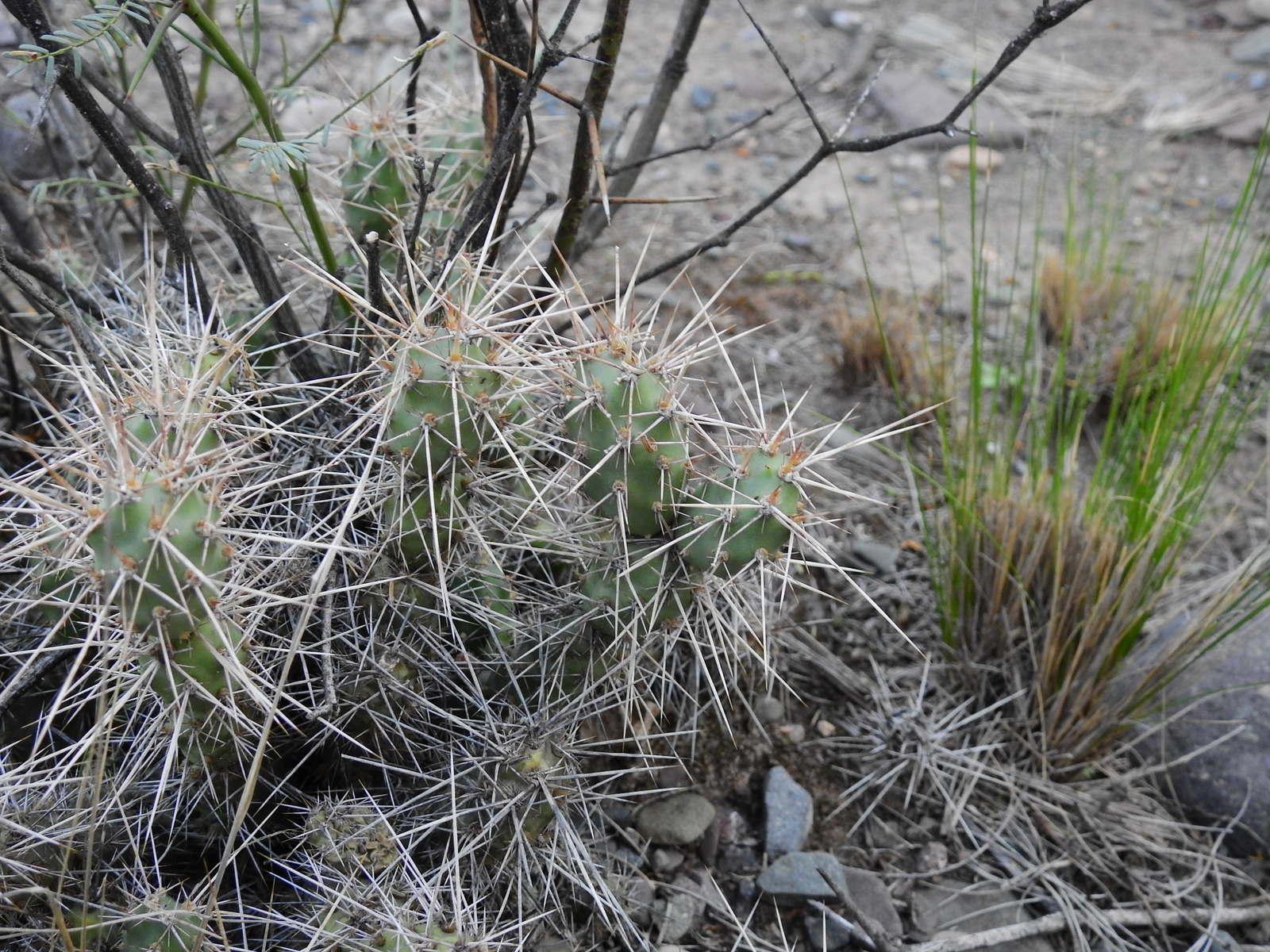
Detalle del tallo

Airampoa corrugata es una especie de cactus de pequeño porte que crece de forma rastrera. Está densamente ramificado y normalmente la encontramos formando grupos. 
El tallo suele ser erguido, de color verde brillante, esférico o cilíndrico, con segmentos que se estrechan hacia ambos extremos. Las secciones terminales de los tallos, a menudo se aplanan y miden hasta 3,5 cm de largo, con un diámetro de 8 a 12 mm. 

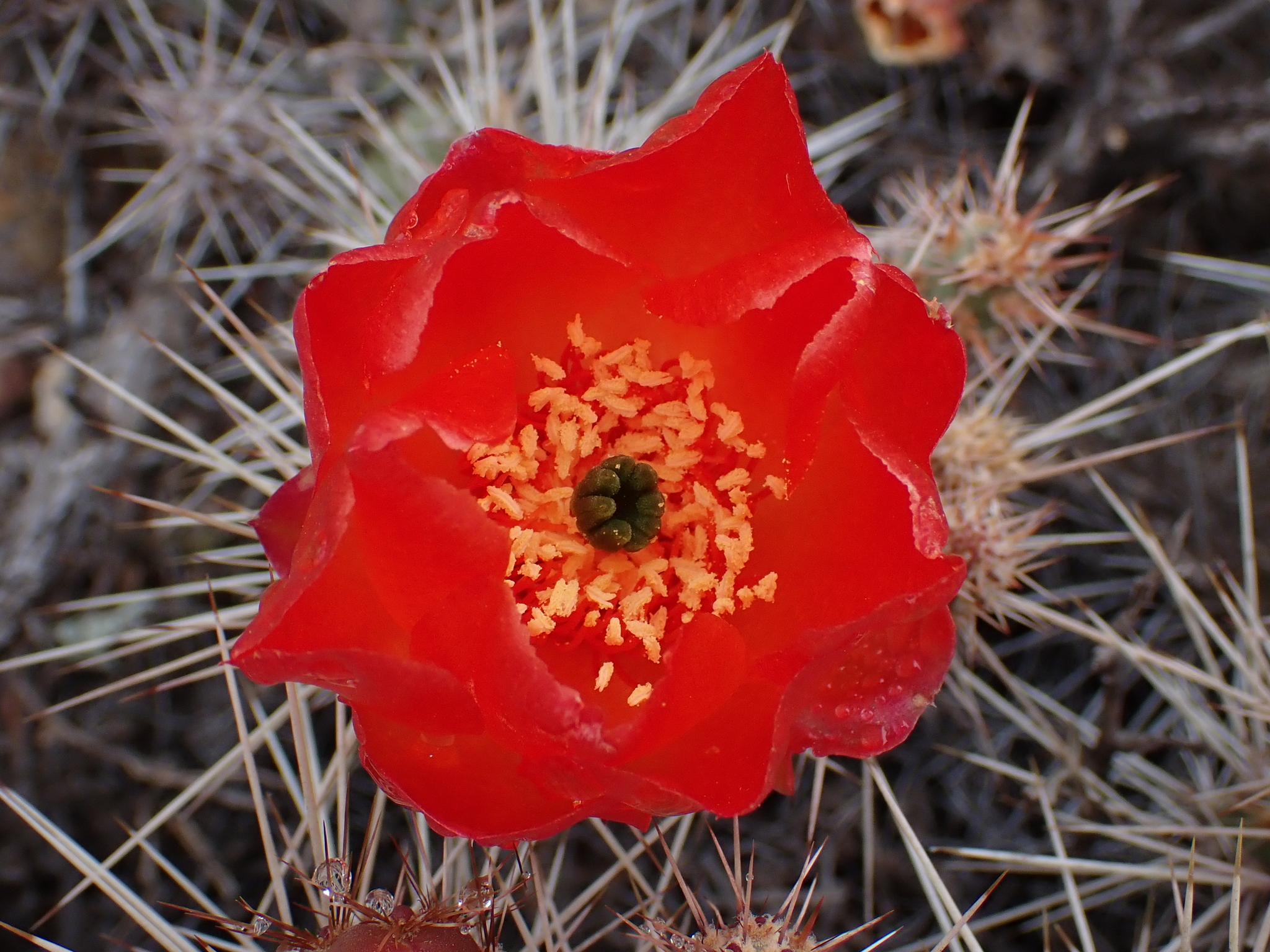
Detalle de la flor

Presentan de 6 a 8 espinas de color blanquecino. Tienen forma de aguja, se doblan hacia atrás y miden 1,2 cm de largo. Las flores son de color rojo o rojo naranjado, y sus frutos son de color rojo.

## Distribución y hábitat
El área de distribución nativa de esta especie es el noroeste de Argentina y crece principalmente en biomas desérticos o de matorrales secos, a altitudes de entre 1.000 y 3.000 m s. n. m.

## Taxonomía
La primera descripción de esta especie fue como Opuntia corrugata, publicada en 1834 por el botánico alemán Joseph de Salm-Reifferscheidt-Dyck en el libro ilustrado Hortus Dyckensis ou Catalogue des Plantes: 360.
Más tarde, el botánico ruso Aleksandr Doveld trasladó la especie al género Airampoa, por lo que pasó a llamarse Airampoa corrugata. Registró estos cambios en la revista científica Turczaninowia 5: 29, publicada en 2002.

Etimología
- Airampoa: nombre genérico que deriva de la palabra quechua ayrampu, que es como se conoce a los individuos de esta especie en la región.[5]
- corrugata: epíteto específico latino que significa 'corrugado', haciendo alusión a la superficie arrugada o con estrías de esta especie.[6]

Sinonimia
- Airampoa albisaetacens (Backeb.) Doweld, 2002
- Airampoa armata (Backeb.) Doweld, 2002
- Airampoa aurata Frič, 1929
- Airampoa microdisca (F.A.C.Weber) Pasador, 2002
- Cactus corrugatus Gillies ex G.Don, 1830
- Opuntia albisaetacens Backeb., 1933
- Opuntia albisaetacens var. robusto. Backeb., 1962
- Opuntia armata Backeb., 1953
- Opuntia calantha Griffiths, 1916
- Opuntia corrugata Salm-Dyck, 1834 (basónimo)
- Opuntia corrugata subsp. brevispina (Backeb.) Mottram, 2004
- Opuntia corrugata var. monvillei Salm-Dyck, 1850
- Opuntia eborina C.F.Först. ex Haage, 1864
- Opuntia eburnea Lem., 1838
- Opuntia laetevirens Backeb., 1962
- Opuntia longispina Haw., 1830
- Opuntia longispina var. aglomerado Backeb., 1962
- Opuntia longispina var. brevispina Backeb., 1953
- Opuntia longispina var. corrugata (Salm-Dyck) Backeb., 1953
- Opuntia longispina var. flavidispina Backeb., 1953
- Opuntia longispina var. intermediario Backeb, 1953
- Opuntia microdisca F.A.C.Weber, 1898
- Opuntia parmentieri Pfeiff., 1838
- Opuntia retrospinosa Lem., 1838
- Platyopuntia albisaetacens (Backeb.) F.Ritter, 1980
- Platyopuntia corrugata (Salm-Dyck) F.Ritter, 1980
- Platyopuntia microdisca (F.A.CWeber) F.Ritter, 1980
- Tephrocactus corrugatus (Salm-Dyck) Backeb., 1936
- Tephrocactus microdiscus (F.A.C.Weber) G.D.Rowley, 2006
- Tephrocactus retrospinosus Lem., 1868
- Tephrocactus retrospinus Lem. ex C.F.Först., 1885
- Tunilla albisaetacens (Backeb.) D.R.Hunt & Iliff, 2000
- Tunilla corrugata (Salm-Dyck) D.R.Hunt & Iliff, 2000
- Tunilla microdisca (F.A.C.Weber) D.R.Hunt & Iliff, 2000

## Estado de conservación
En la Lista Roja de Especies Amenazadas de la UICN, la especie está clasificada como de “Preocupación Menor (LC)”.

## Usos

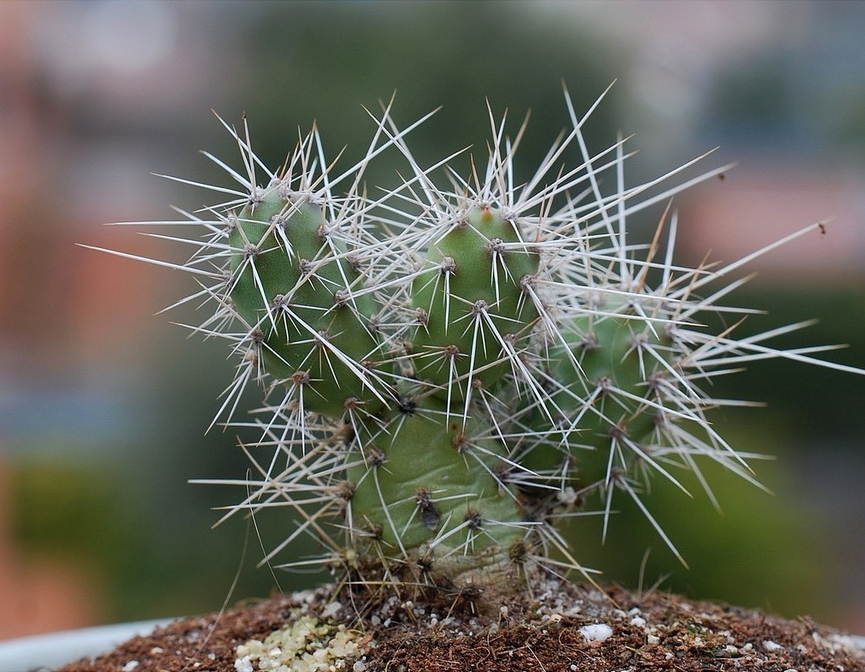
Planta cultivada en maceta

Airampoa corrugata se cultiva principalmente con fines ornamentales, especialmente en jardines de bajo mantenimiento y xerojardinería, debido a su resistencia a la sequía y su capacidad para naturalizarse. 
Tiene un crecimiento relativamente rápido y, bajo riego regular, puede formar montículos bajos en pocos años. Se desarrolla bien en suelos secos, arenosos o con grava, siempre que estén bien drenados. También puede crecer en suelos arcillosos si el drenaje es adecuado. Prefiere un pH entre 6 y 7,5, aunque tolera suelos ácidos, neutros y alcalinos.
Requiere exposición a pleno sol para florecer abundantemente. En semisombra, la floración disminuye. Tolera el calor extremo y es resistente al frío, soportando temperaturas de hasta -15 °C, especialmente en suelos bien drenados. En exteriores, necesita poco riego una vez establecida. En cultivo en invernadero, conviene regarla regularmente, manteniéndola seca durante el invierno. Aunque tolera la humedad, se recomienda ubicarla en lugares protegidos de la lluvia invernal.
Durante la floración, es útil aplicar fertilizantes ricos en potasio y fósforo, pero bajos en nitrógeno. No presenta problemas graves de plagas ni enfermedades, aunque conviene vigilar la presencia de cochinillas. La propagación se realiza mediante esquejes durante la temporada de crecimiento, dejando que el corte cicatrice antes de planta.

## Galería

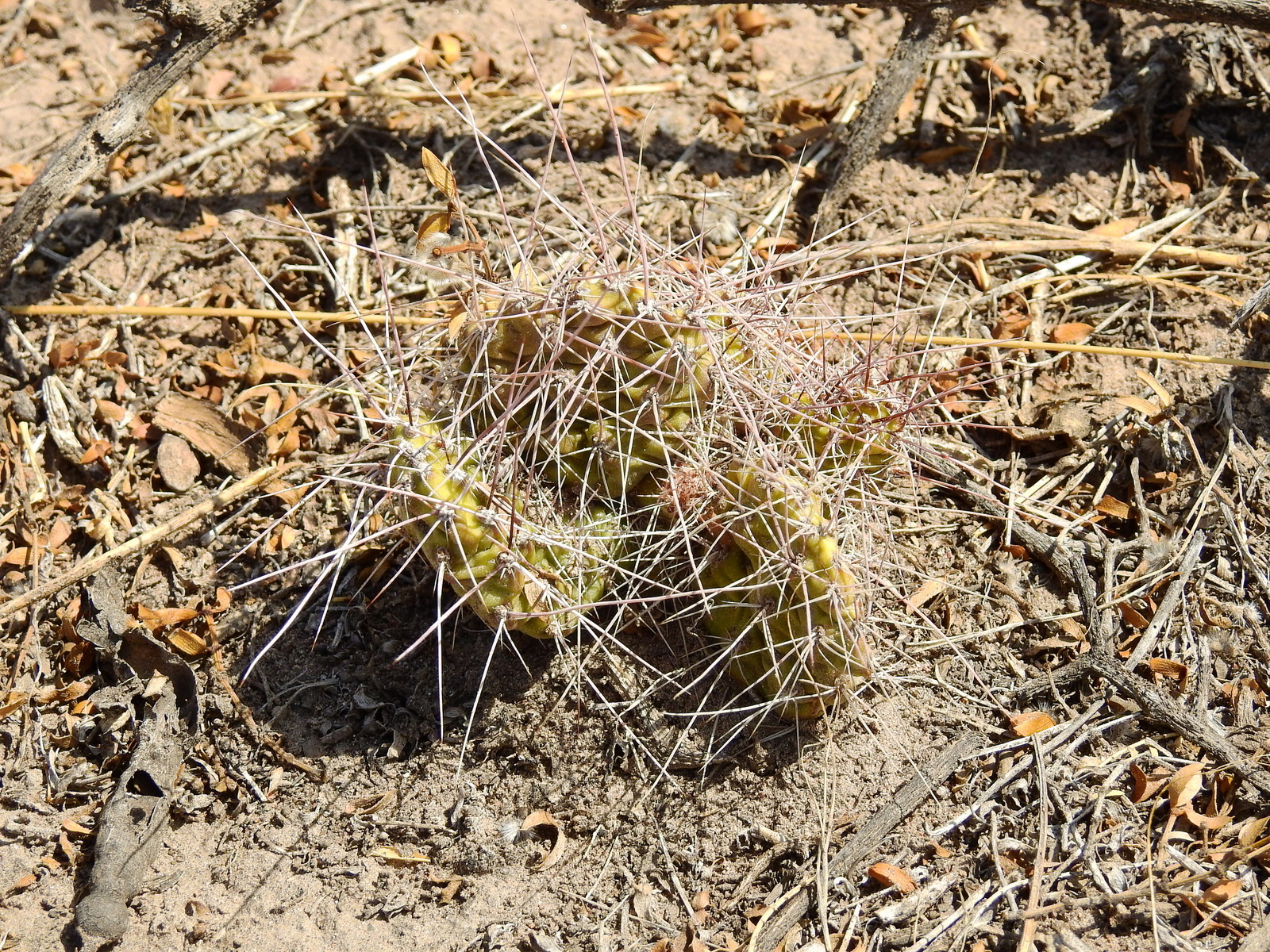
Plántula en crecimiento
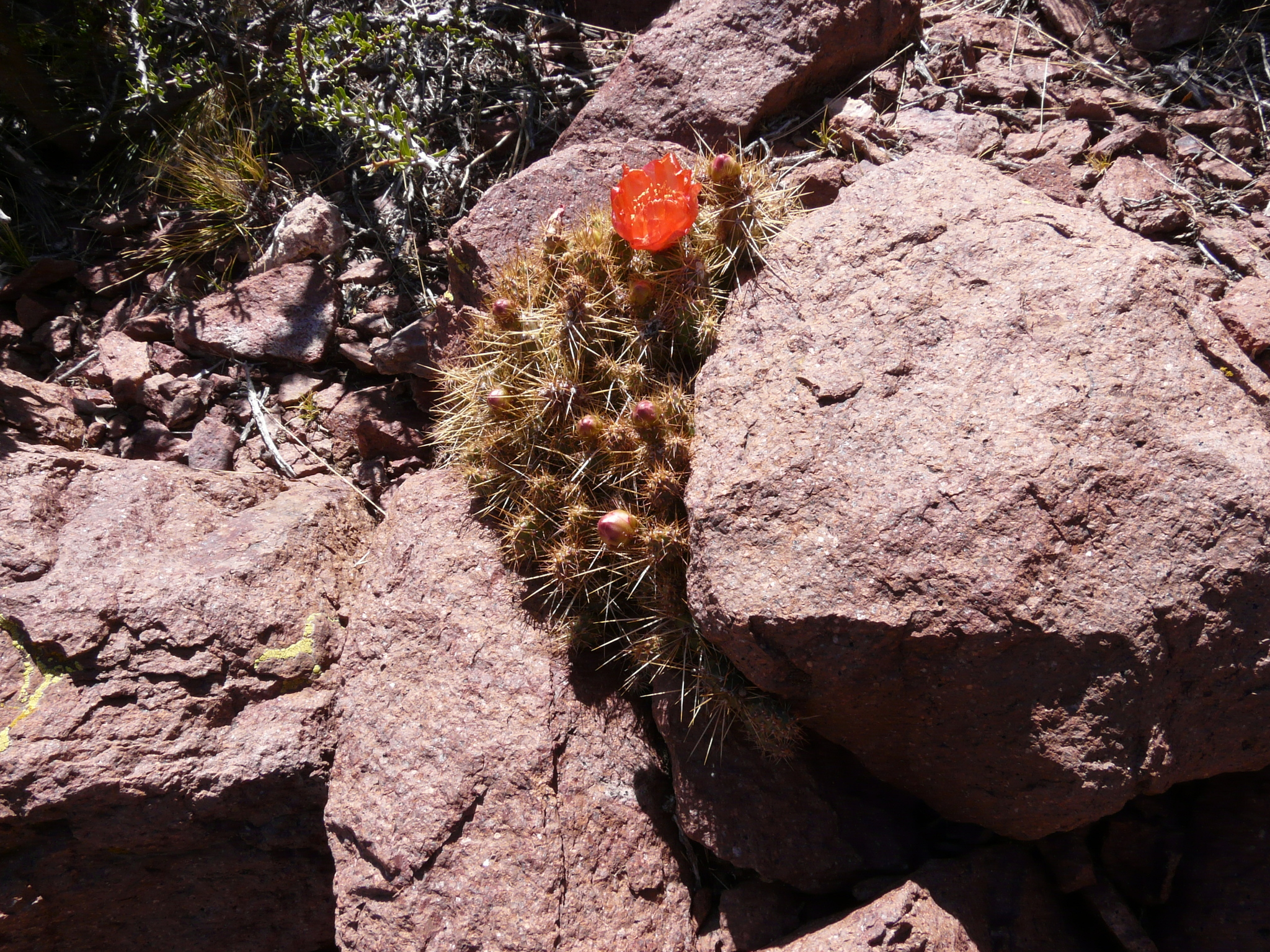
Planta creciendo entre rocas
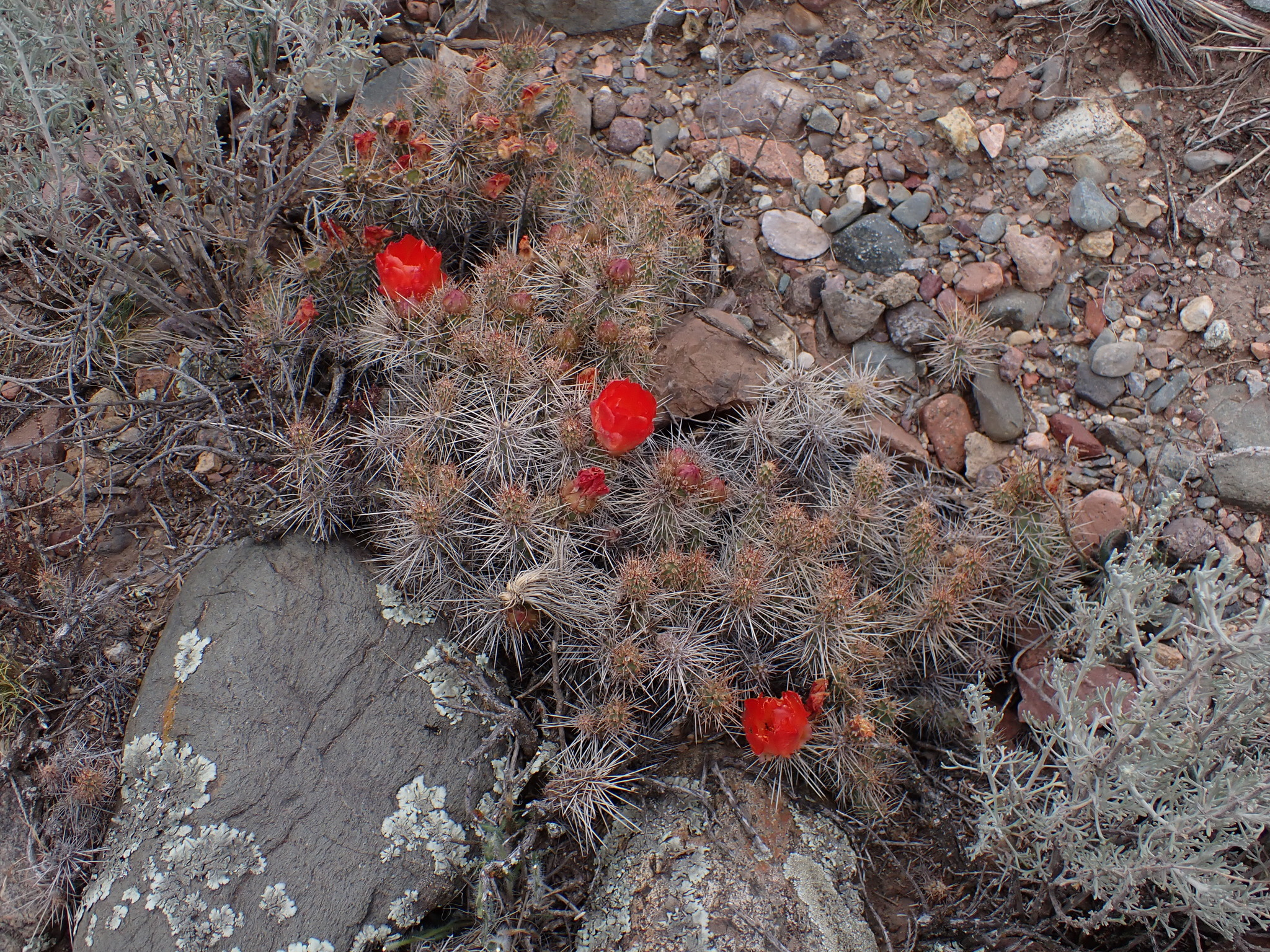
Planta en floración
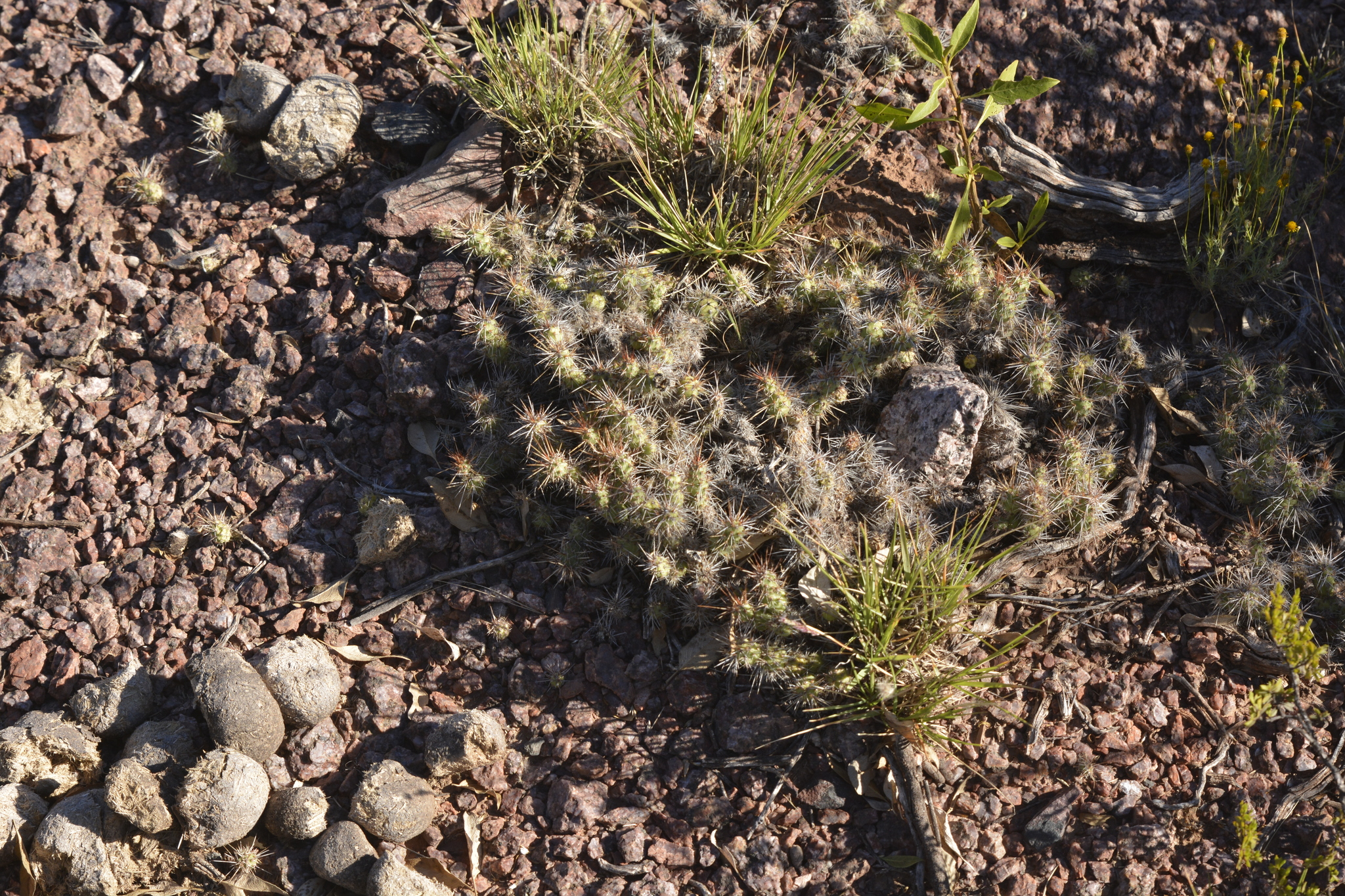
Planta creciendo entre otras especies